# Provescia
Provescia, Proisi o Proisdo (in croato Proizd) è un'isoletta disabitata a nord-ovest di Curzola, nel mare Adriatico, in Croazia. Amministrativamente appartiene al comune della città di Vallegrande, nella regione raguseo-narentana.

## Geografia
Provescia si trova a ovest della punta di San Liberano (l'estremità nord-ovest di Curzola), alla distanza di 360 m, e a nord-ovest della baia Valle Grande (zaljev Vela Luka). Ha una forma irregolare; la sua punta occidentale, detta punta Provescia, è segnalata da un faro; un'insenatura a nord si chiama uvala Bili Bok, opposta a sud c'è la baia uvala Perna. La lunghezza dell'isola è di circa 1,38 km, la sua superficie è di 0,632 km² e la costa è lunga 4,91 km.
A nord-est di Provescia si trovano i due scogli Bacili.